# Giselher Scheicher
Giselher Scheicher (* 1960 in Regensburg) ist ein deutscher Künstler.

## Leben
Giselher Scheicher wurde 1960 in Regensburg geboren und verbrachte hier die ersten 6 Jahre seines Lebens. Danach führte ihn sein Weg nach Nürnberg. Nach dem Abitur absolvierte er zunächst ein Studium der Sonder-/Kunstpädagogik an der Julius-Maximilians-Universität in Würzburg und schloss dieses Studium 1985 mit dem 1. Staatsexamen ab. Von 1985 bis 1988 studierte er Malerei an der Akademie der Bildenden Künste in Nürnberg bei Oskar Koller und Professor Werner Knaupp. Seit 1988 ist er als freischaffender Künstler tätig. Giselher Scheicher lebt und arbeitet im Nürnberger Land.

## Werk
Seit seinem 1989 abgeschlossenen Studium der Malerei an der Akademie der Bildenden Künste in Nürnberg arbeitet Giselher Scheicher als freischaffender Künstler im Bereich der Malerei, im graphischen und im plastischen Bereich, im Bereich der Installation, der Kunst im öffentlichen Raum sowie von Kunst am Bau.
Die Schwerpunkte seines künstlerischen Schaffens liegen in der Malerei, Zeichnung, im plastischen Gestalten und in der Installation im Raum. Mit der Beschränkung auf die Farbe Blau und auf das Material der Plastikfolie, einen Kunst-Stoff unserer Zeit, ergründet er seit Jahrzehnten diese seine Thematik. Durch die systematische und kontinuierliche Vertiefung entstanden und entstehen aber auch stets neue künstlerische Wege und Variationen. So konnte sich eine sehr große Bandbreite an Ausdrucksformen entwickeln. Im Bereich seiner künstlerischen Arbeit ist sein Interesse, von der Wand in den Raum mit raumgreifenden Installationen zu gehen sowie u. a. die Verwendung des außergewöhnlichen Materials, der bearbeiteten und bemalten Plastikfolie, in Verbindung mit Licht und Illuminationen besonders hervorheben.

## Ausstellungen (Auswahl)
- 2023 Galerie Jacobsa, Galerie für Moderne Kunst, Nürnberg
- 2023 Kulturscheune Altstadtfreunde Nürnberg
- 2022 Art Weekend Nürnberg, Galerie Jacobsa
- 2021 #ZEROWASTEART
- 2017 Gemeinsame Wege in Glaube und Kunst, Kunstverein Unverdorben, Neunburg vorm Wald[6], internationale Kunstausstellung, Kunstherbst 2017
- 2015 Retrospektive, BAT Campus Galerie 2000–2015, Bayreuth
- 2014 De superiore loco, Museum Kirche Franken, Bad Windsheim
- 2012 Dem Himmel so nah, illuminierte Installation im Dachgebälk der Spitalkirche im Fränkischen Freilandmuseum, Bad Windsheim[7] (mit Andrea Thema)
- 2011 Kunst und Architektur – Drei Wettbewerbe, Kunst-Raum im Deutschen Bundestag, im Marie-Elisabeth-Lüders-Haus, Berlin
- 2011 Rauminszenierung „Unendlichkeit“, Kunstscheune der Altstadtfreunde, Nürnberg (mit Andrea Thema)
- 2010 Argula von Grumbach Preis in Museum Kirche in Franken, Bad Windsheim
- 2010 Open heArt, Kunstparcours, Eichstätt (mit Andrea Thema)[8]
- 2010 Kunst und Technik am Airport Nürnberg[9] (mit Andrea Thema)
- 2010 Galerie Ederer, Nürnberg
- 2009 Kunsthaus Reitbahn, Kunstvereine Ansbach
- 2009 Kontraste, Staatsministerium für Unterricht und Kultus, Wissenschaft und Kunst, München (mit Andrea Thema)
- 2009 geKREUZigt, St. Paul, Fürth (mit Andrea Thema)
- 2008 Art in motion, internationale Begegnung der Künste, Erlangen Schlossgarten
- 2007 haus eckstein Nürnberg
- 2005 N-ERGIE Nürnberg
- 2001 British American Tobacco Bayreuth, Universität Bayreuth[10]
- 1999 Junge Kunst, Malerei bis Multimedia, Große Kunstausstellung München, Haus der Kunst
- 1998 Bayerische Kunst unserer Tage, Nationalgalerie Bratislava, Slowakei
- 1997 Kunsthaus Nürnberg
- 1996 Bundesministerium für Verkehr, Bonn
- 1995 ART 54 SOHO, New York
- 1994 Bayerische Versicherungskammer München
- 1992 Positionen und Tendenzen, Junge Kunst in Franken, Schloss Stein
- 1991 Zeitgenössische Kunst in Franken, Schloss Pommersfelden
- 1986 Große Kunstausstellung München, Haus der Kunst

## Kunst und Bauen
- Einladung: Blindeninstitutsstiftung Würzburg zum künstlerischen Wettbewerb für die Gestaltung der neuen Blindenschule in Rückersdorf (1992)
- 3. Preis: Finanzbauamt Würzburg beim Wettbewerb zur Gestaltung der Landesfinanzschule Bayern in Ansbach (1994)
- Einladung: Landesbauamt Nürnberg zum künstlerischen Wettbewerb für die Gestaltung der neuen Polizeidirektion in Fürth (1996)
- Einladung: Universitätsbauamt Erlangen zum künstlerische Wettbewerb für den Neubau des Klinisch-Molekularbiologischen Forschungszentrums in Erlangen (1999)
- 1. Preis: Staatliches Hochbauamt Ansbach für die künstlerische Ausgestaltung des Senatssaals und der Universitätsbibliothek der Fachhochschule Ansbach (2001)
- 1. Preis: Fraunhofer-Gesellschaft München, Neubau Fraunhofer-Institut für Integrierte Schaltungen Angewandte Elektronik (IIS-A) in Erlangen-Tennenlohe (2001 Auftragserteilung (Fertigstellung 2002)
- Ankauf: Klinikum Nord, Nürnberg Ausstattung der Privatstation im neuen Dr.Hans Birkner-Haus (2003)
- Ankauf: Medizentrum Erlangen für die künstlerische Ausgestaltung der Eingangsbereiche (2004)
- Einladung: Wettbewerb zur künstlerischen Fassadengestaltung BT 13 – Turm Fraunhofer Institut, Tennenlohe (2007)
- Einladung: Staatl. Hochbauamt Nürnberg zum künstlerische Wettbewerb für den Erweiterungsbau Finanzamt Fürth (2011)
- Einladung: Landkreis Roth zur künstlerischen Ausgestaltung des Neubaus des neuen Gymnasium Wendelstein (2012)

## Auszeichnungen und Preise
- 1989 Absolventenpreis der Akademie der Bildenden Künste Nürnberg
- 1994 3. Preis Wettbewerb Kunst am Bau, Finanzbauamt Würzburg
- 1997 Debütantenpreis des Bayer. Kultusministeriums
- 1999 Auswahl für den Bayerischen Staatsförderpreis / Auswahl für den Förderpreis des Bezirks Mittelfranken
- 2000 1. Preis Kunst am Bau Wettbewerb des Fraunhofer-Instituts (Auftragsausführung 2002)
- 2001 1. Preis Staatliches Hochbauamt Ansbach für die künstlerische Ausgestaltung des Senatssaals und der Universitätsbibliothek der Fachhochschule Ansbach
- 2010 Argula-von-Grumbach Preis der evangelischen Landeskirche in Bayern (Bereich bildende Kunst)